# Lago della Serraia
Il lago della Serraia si trova nell'altopiano di Piné, esattamente nel comune di Baselga di Piné in provincia di Trento.

## Descrizione

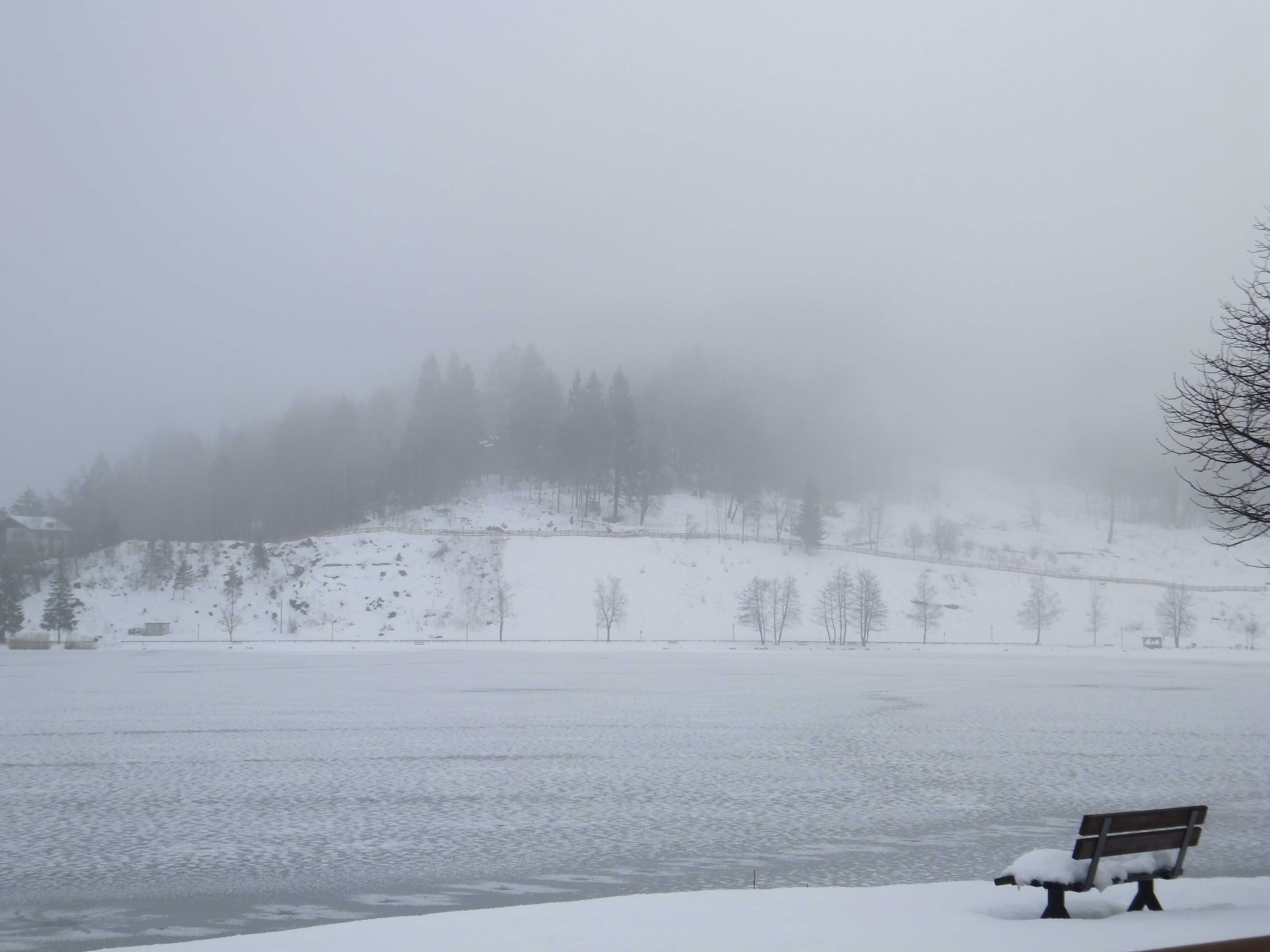
Il lago ghiacciato d'inverno

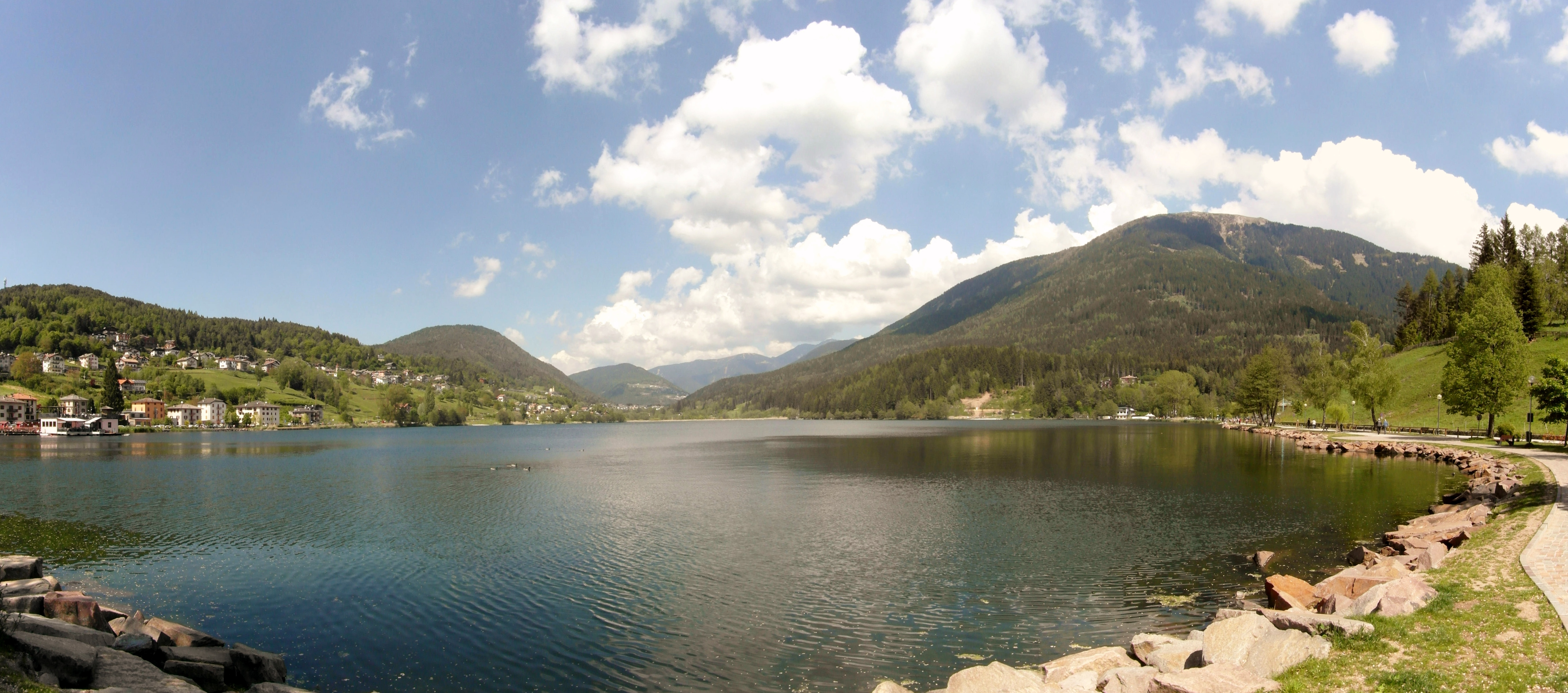
Panoramica da sud-ovest

Il lago si trova su una conca creata da ghiacciai in un'epoca risalente a 15 000 anni fa. Le sue dimensioni sono: 1250 × 525 m, con una profondità massima di 15 metri.
Ha una forma simile a quella di una goccia d'acqua, disposto da sud ovest a nord est.

## Storia
Durante l'ultima glaciazione, 15 000 anni fa, un ghiacciaio per millenni avanzò lentamente sopra questi luoghi, limando il suolo.
Al termine della glaciazione, le acque si raccolsero qui e formarono un vasto lago, che occupava tutto l'altopiano di Piné; in seguito esso si divise in due laghi: il lago della Serraia ed il lago di Piazze.
Dal 1987 l'estremità nord del lago è zona protetta come biotopo, cioè come oasi naturale tutelata dalla Provincia Autonoma di Trento.

## Sport
Dal 2005 fino al 2009 intorno al lago si è svolta una gara podistica sulla distanza delle 24 ore.
Dalla fine del Novecento, si svolge nel lago, ogni anno, uno stage internazionale di immersioni subacquee sotto ghiaccio organizzato dall'Archeo Sub Trento, mentre  dal 2006 si svolge annualmente lo stage di apnea sotto le acque ghiacciate nel lago.

## I problemi attuali
Da alcuni anni c'è un problema di eutrofizzazione: le acque impoverite di ossigeno hanno favorito la comparsa delle alghe (in particolare l'alga azzurra).
Dal 2006 è stato installato un impianto di ossigenazione sperimentale, i cui frutti concreti sono attesi per i prossimi anni.

## Galleria d'immagini

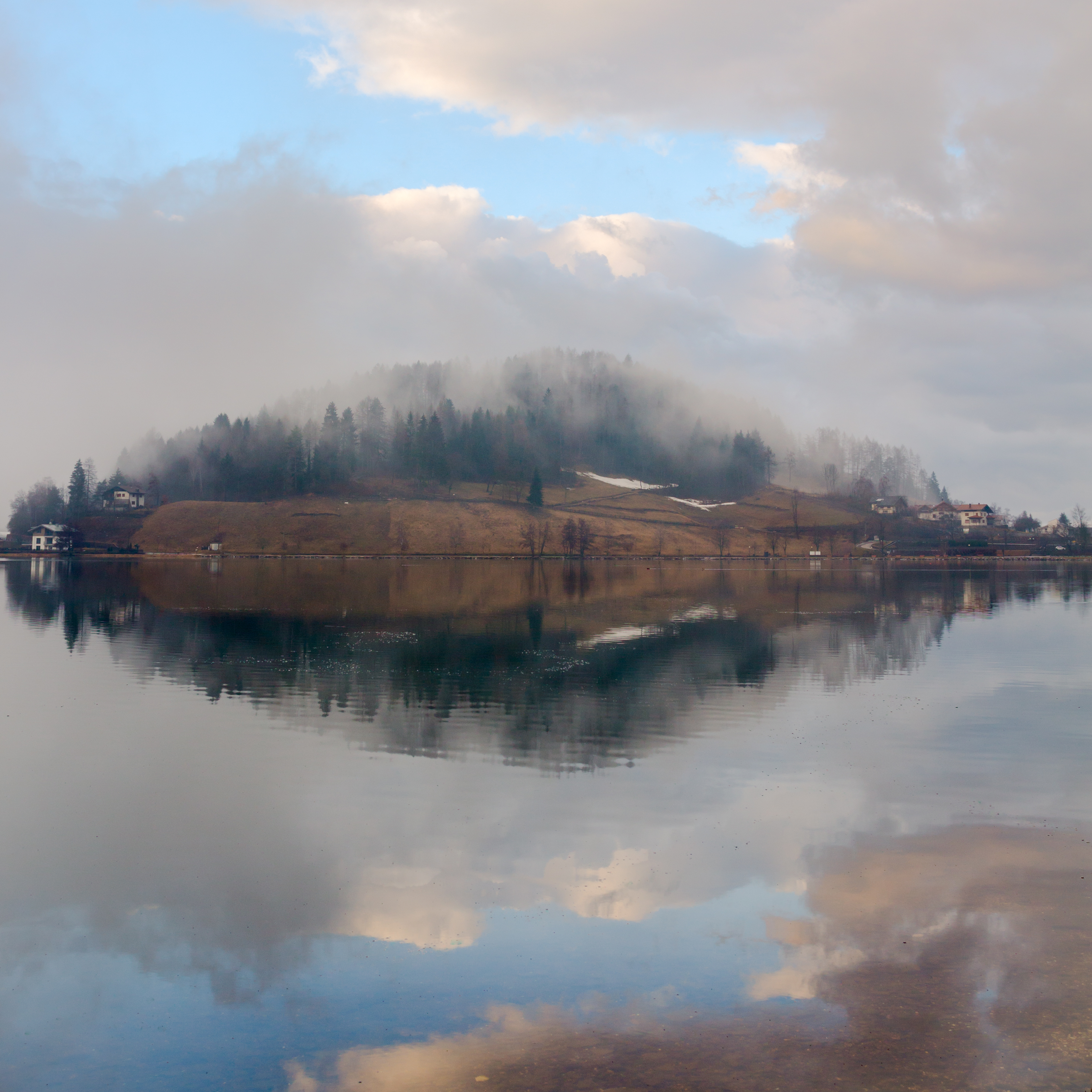
Costa est del lago della Serraia
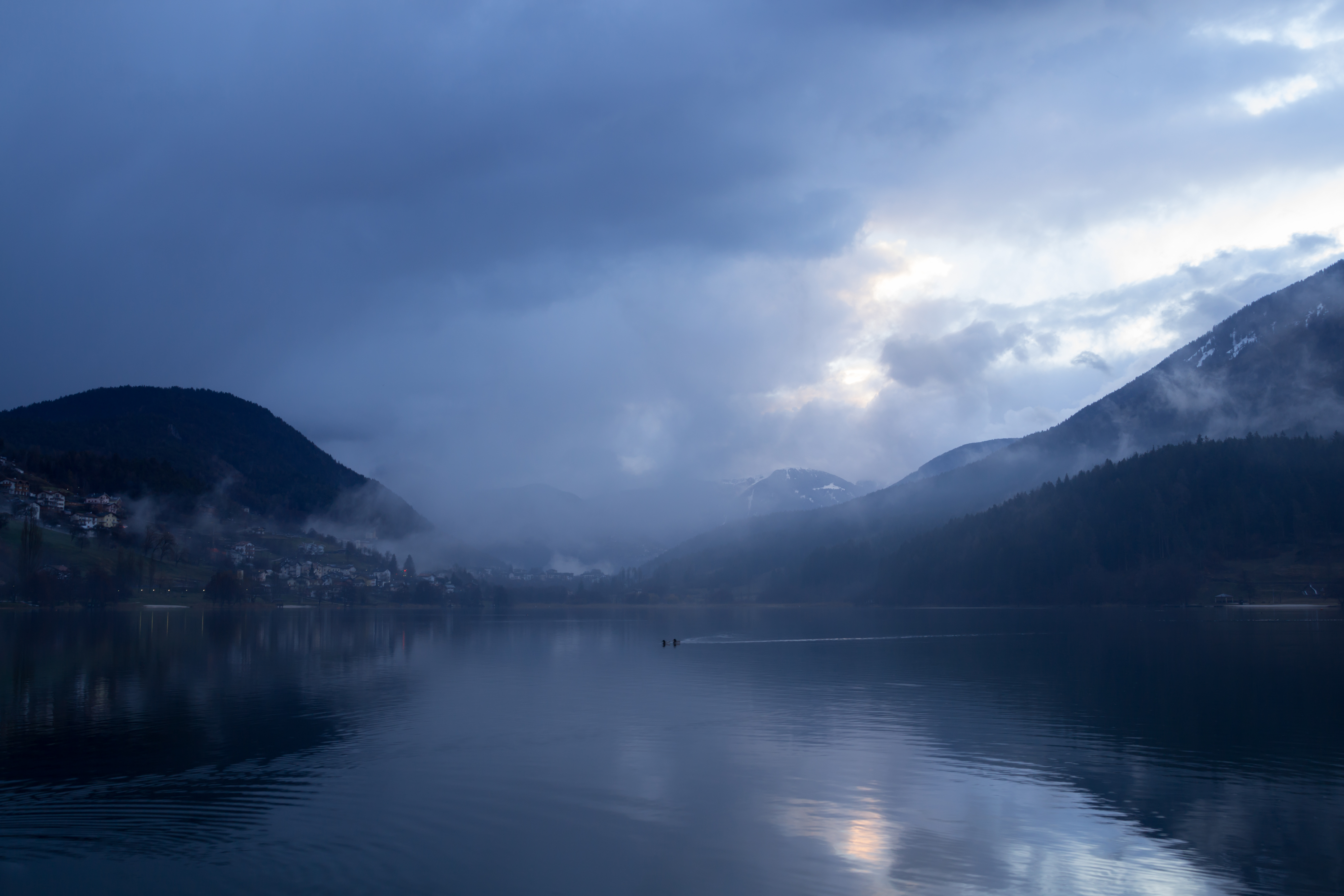
Alba piovosa sul lago della Serraia
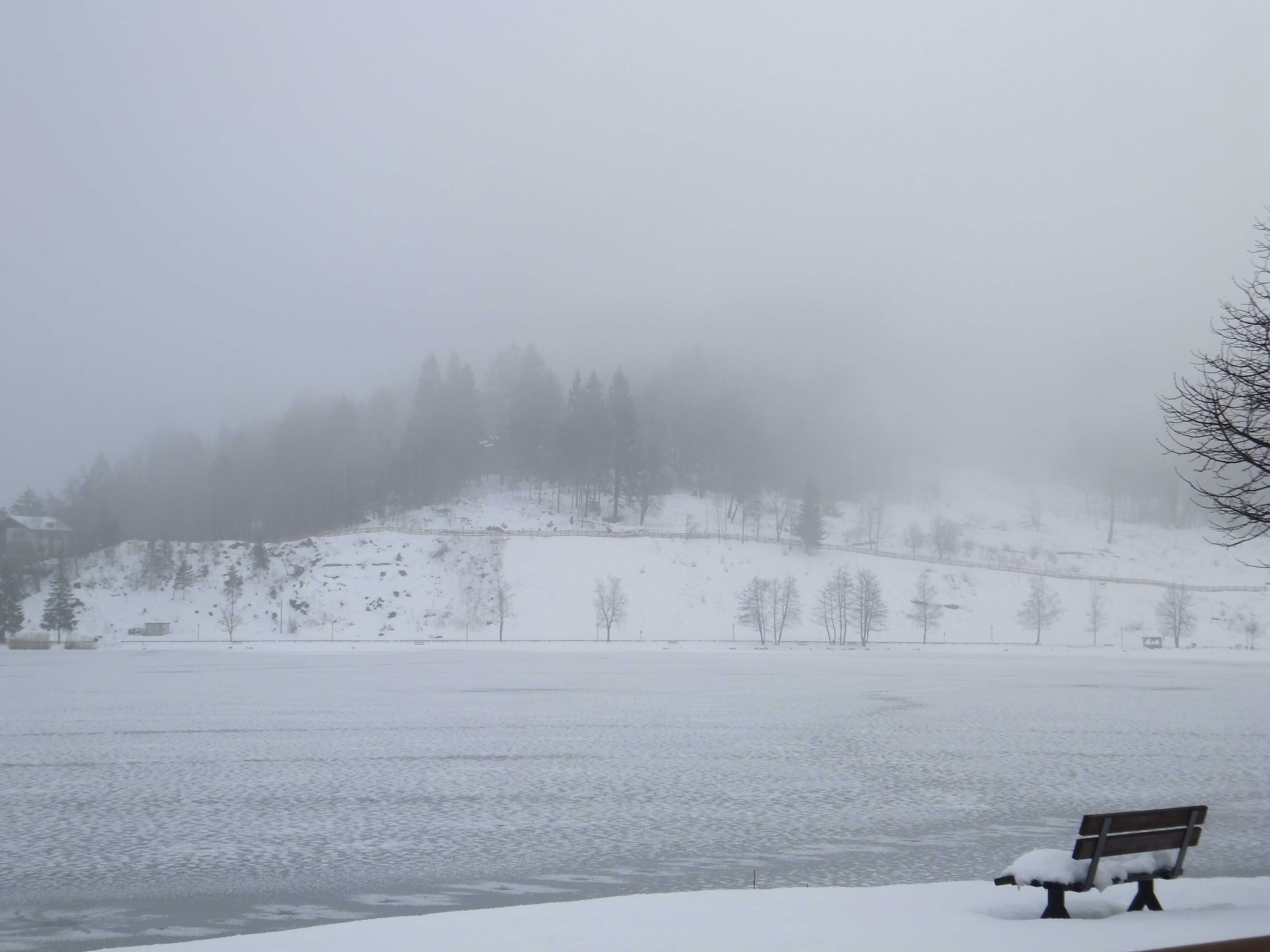
Lago della Serraia ghiacciato
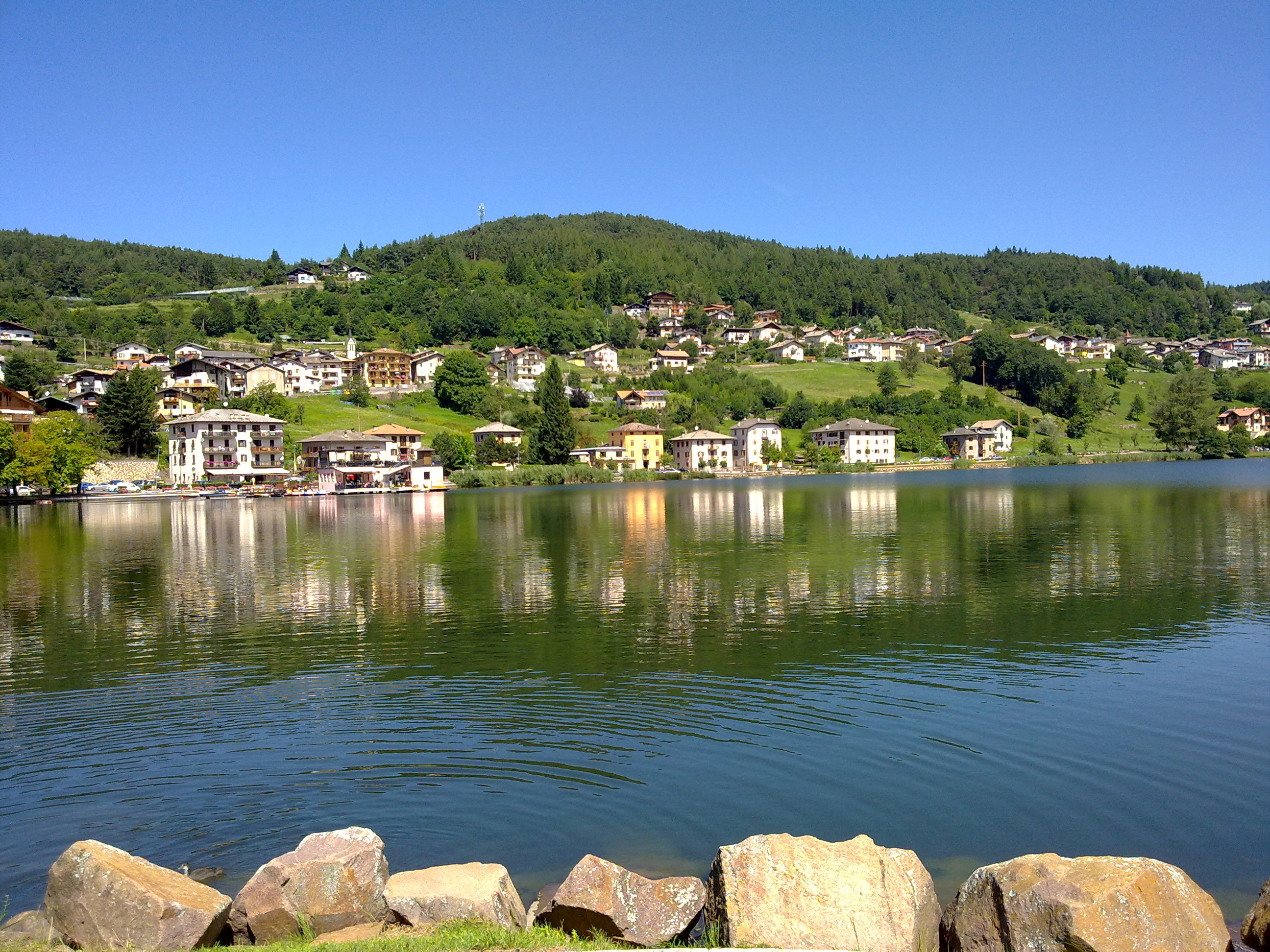
Baselga di Piné ed il lago della Serraia